# Vilar de Barrio
Vilar de Barrio ist eine spanische Gemeinde (Concello) mit 1.199 Einwohnern (Stand: 2024) in der Provinz Ourense der Autonomen Gemeinschaft Galicien.

## Geografie
Vilar de Barrio liegt ca. 24 Kilometer südsüdöstlich der Provinzhauptstadt Ourense in einer durchschnittlichen Höhe von ca. 665 m am Río Arnoia.

## Bevölkerungsentwicklung der Gemeinde
Legende: Villar de Barrio___Vilar de Barrio

Quelle: INE-Archiv – grafische Aufarbeitung für Wikipedia

## Gemeindegliederung
Die Gemeinde Vilar de Barrio ist in neun Parroquias gegliedert:
| Parroquias      | Patrozinium   | Einwohner 2024 | Fläche km² | Dichte Einw./km² | Höhe msnm | Ortskennzahl |
| --------------- | ------------- | -------------- | ---------- | ---------------- | --------- | ------------ |
| A Alberguería   | Santa María   | 4              | 3,37       | 1                | 0         | 32089010000  |
| Arnuíde         | Santa María   | 397            | 22,77      | 17               | 551       | 32089020000  |
| Bóveda          | Santa María   | 197            | 9,55       | 21               | 648       | 32089030000  |
| As Maus         | San Pedro     | 172            | 15,94      | 11               | 597       | 32089040000  |
| Padreda         | San Miguel    | 71             | 3,46       | 21               | 664       | 32089050000  |
| Prado           | Santa Cruz    | 60             | 19,03      | 3                | 700       | 32089060000  |
| Rebordechau     | Santa María   | 42             | 24,43      | 2                | 850       | 32089070000  |
| Seiró           | San Salvador  | 33             | 3,04       | 11               | 677       | 32089080000  |
| Vilar de Barrio | San Pedro Fiz | 225            | 5,17       | 44               | 652       | 32089090000  |

## Wirtschaft
| Ackerbau, Viehzucht und Fischerei                                                  | 067 | 019,65 |
| Industrie                                                                          | 030 | 08,80  |
| Bauwirtschaft                                                                      | 033 | 09,68  |
| Dienstleistungsbetriebe                                                            | 211 | 061,88 |
| Total                                                                              | 341 | 100,00 |
| * Daten aus dem Statistischen Amt für Wirtschaftliche Entwicklung in Galicien, IGE |     |        |

## Sehenswürdigkeiten
- Reste der Burgen von Boveda und Padreda

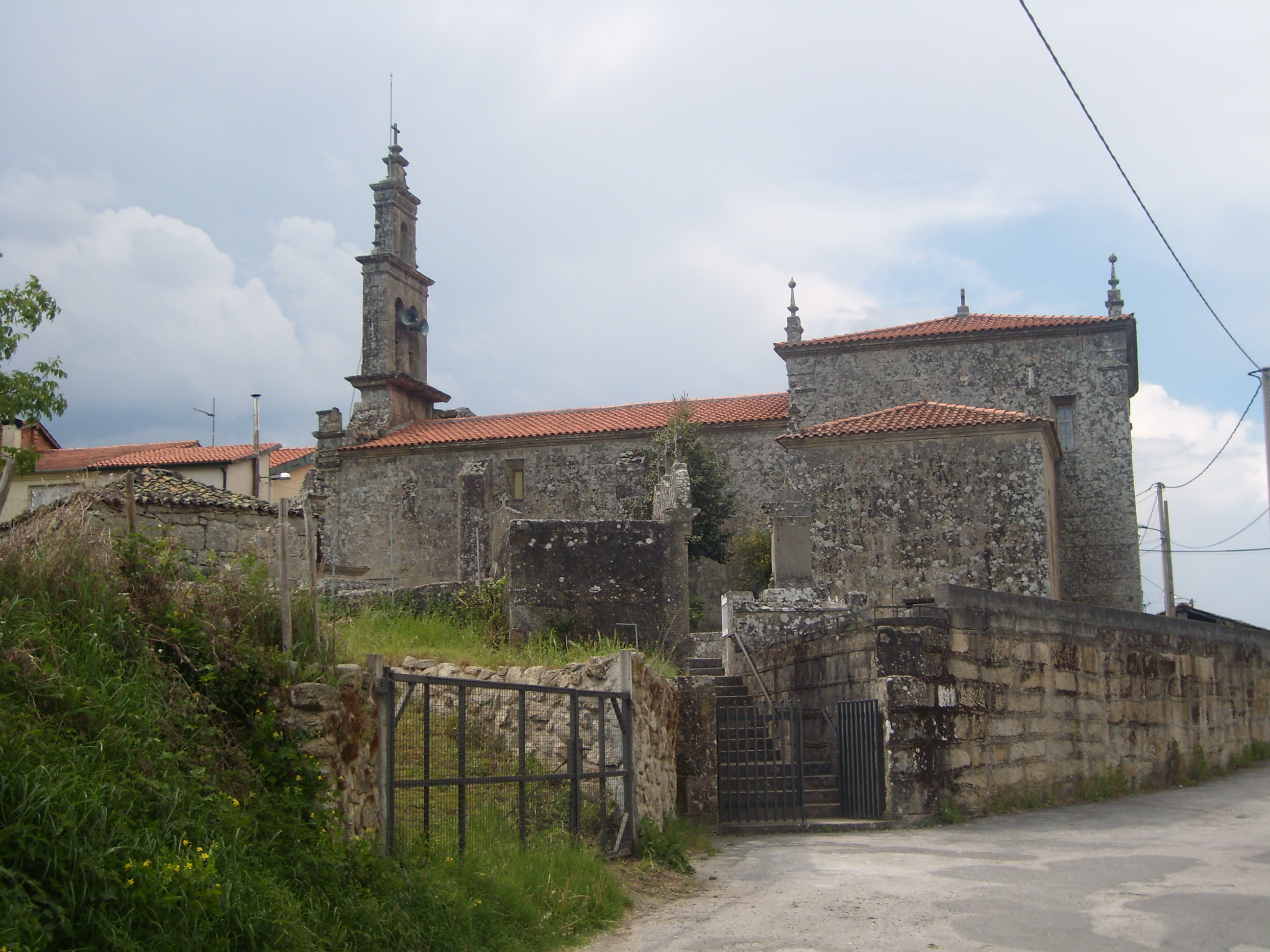
Marienkirche in Arnuid
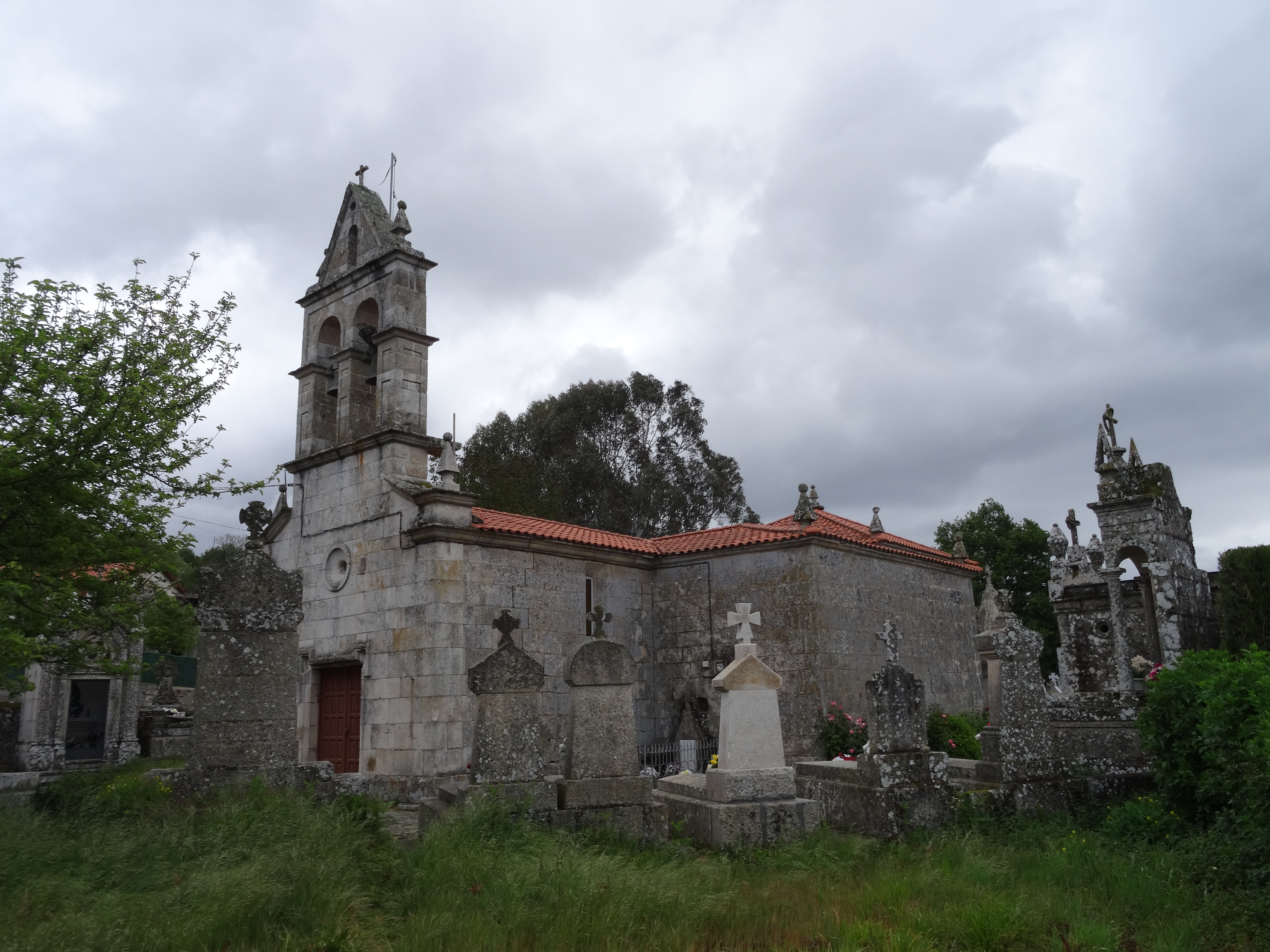
Marienkirche in Boveda
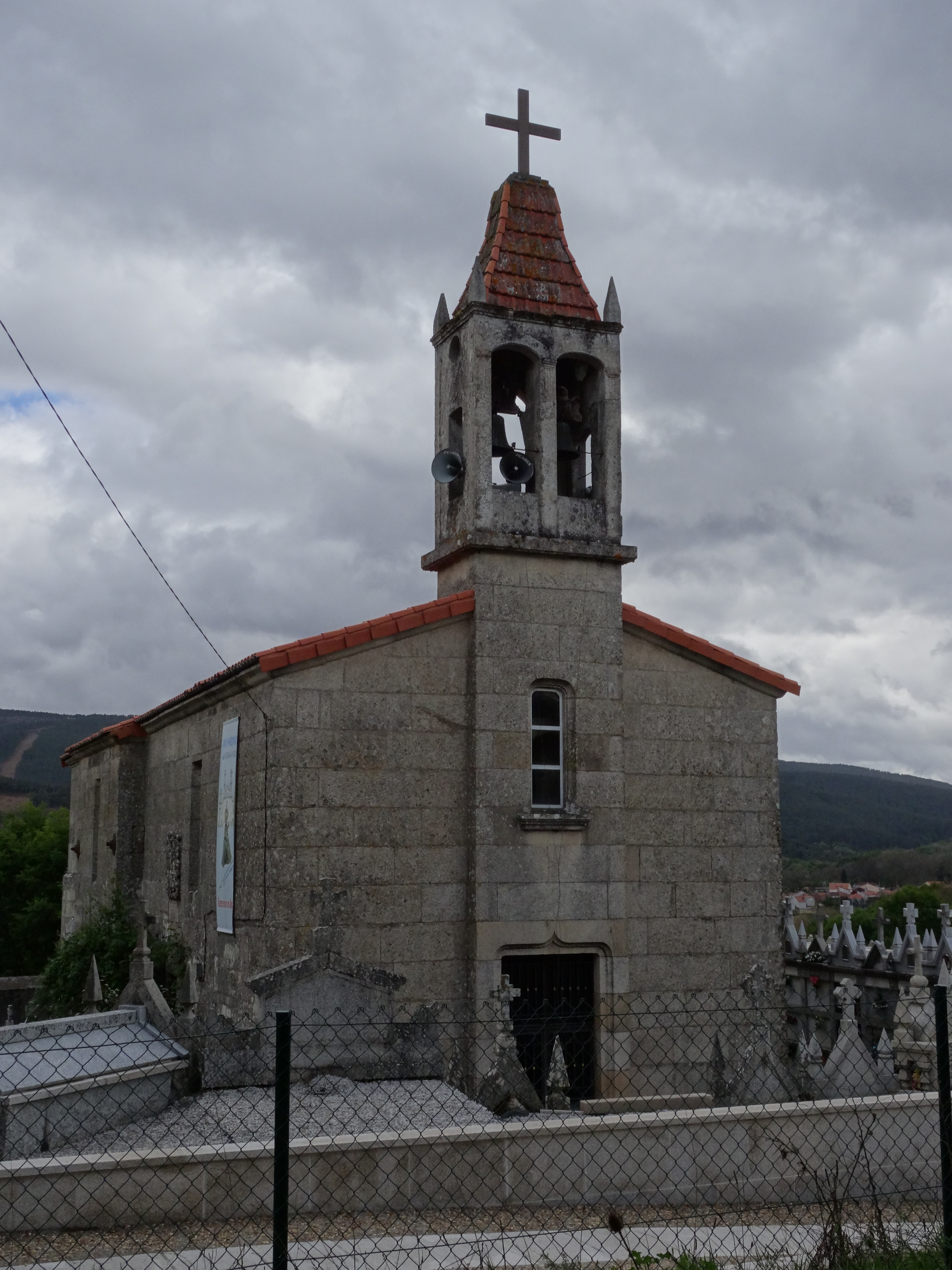
Peterskirche
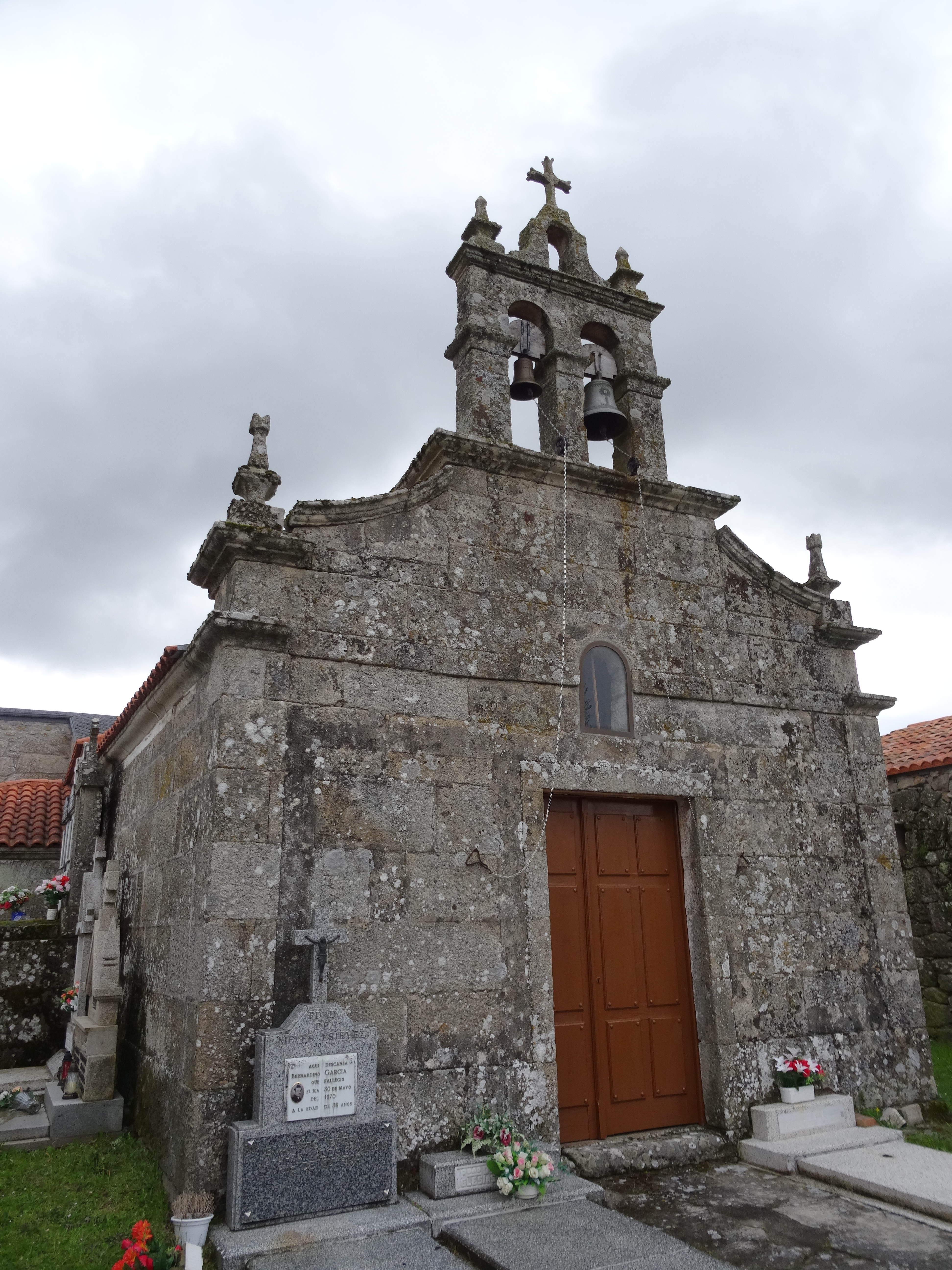
Salvatorkirche

- Peterskirche in Las Maus
- Salvatorkirche in Seiró
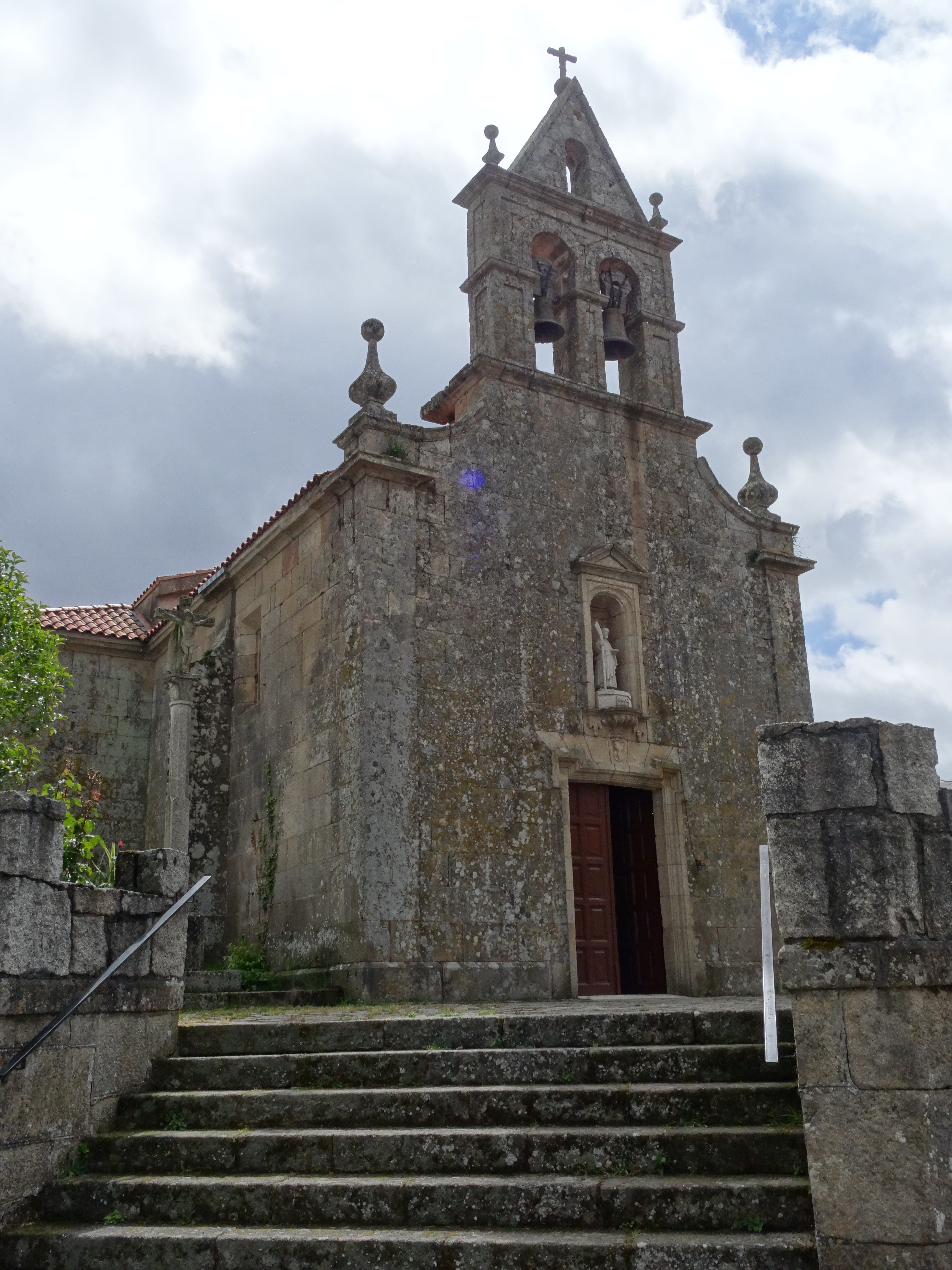
Kirche San Fiz in Vilar de Barrio
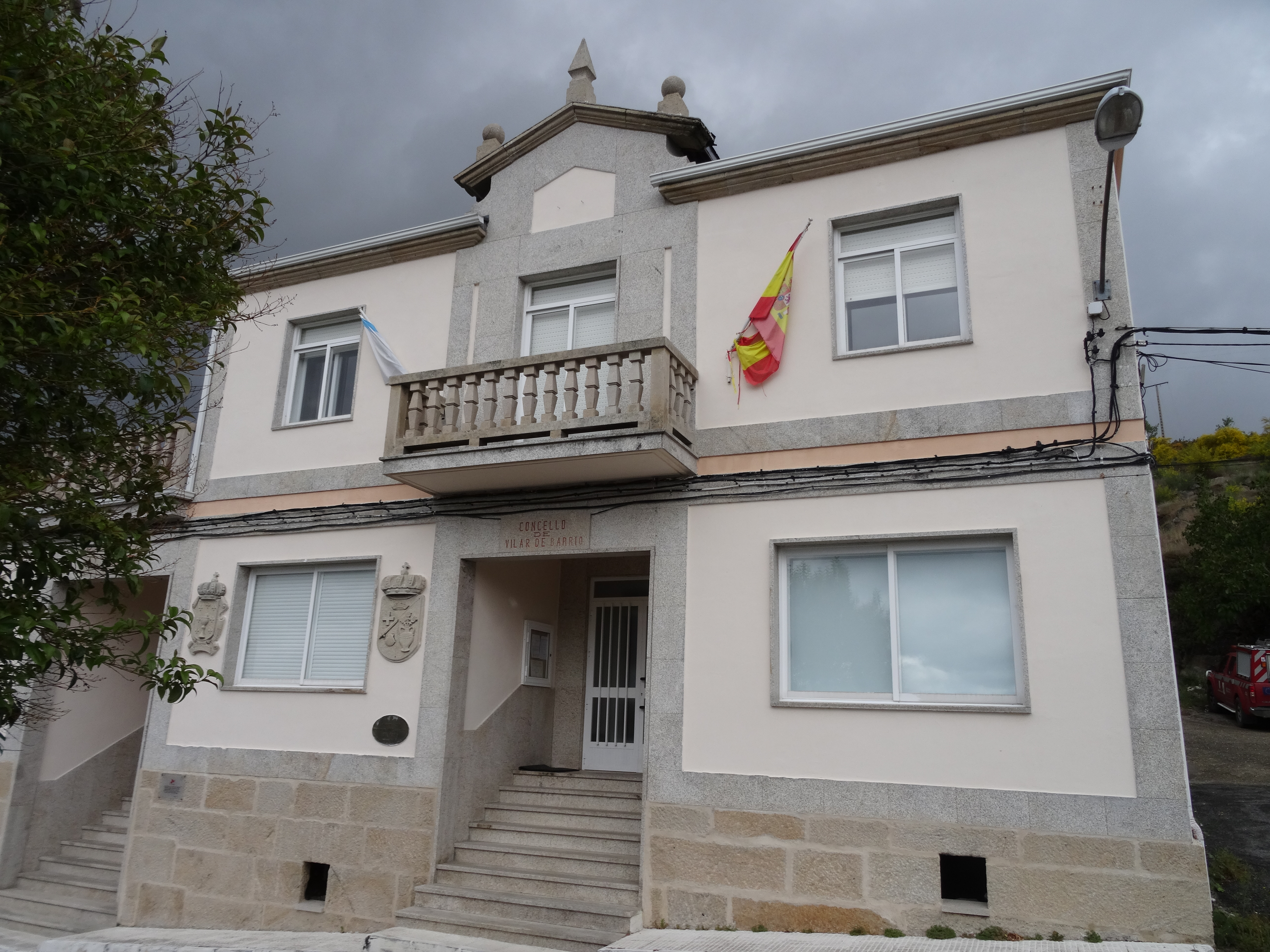
Rathaus

- Marienkirche in Arnuid
- Marienkirche in Boveda
- Peterskirche
- Salvatorkirche
- Kirche San Fiz
- Rathaus